# Blang Malo
Blang Malo is een bestuurslaag in het regentschap Pidie van de provincie Atjeh, Indonesië. Blang Malo telt 972 inwoners (volkstelling 2010).